# Oceanites zaloscarthmus
Oceanites zaloscarthmus är en utdöd fågel i familjen havslöpare inom ordningen stormfåglar. Den beskrevs 1985 utifrån fossila lämningar från tidig pliocen funna i Sydafrika.